# Гудзиневичюте, Дайна
Дайна Гудзиневичюте (лит. Daina Gudzinevičiūtė; род. 23 декабря 1965, Вильнюс) — советская и литовская спортсменка, стрелок (стендовая стрельба), олимпийская чемпионка 2000 года в трапе (первая в истории независимой Литвы женщина, ставшая олимпийской чемпионкой). Президент Олимпийского комитетa Литвы. Первая в истории гражданка Литвы, ставшая членом Международного олимпийского комитета.

## Биография
Окончила юридический факультет Вильнюсского государственного университета в 1990 году. Выступала за сборную СССР по стендовой стрельбе. В 1988 году выиграла две золотые медали на чемпионате Европы в трапе (траншейный стенд), в 1989 году победила на чемпионате мира. В составе сборной Литвы выиграла три серебряные медали и одну бронзовую на чемпионатах Европы, а также серебряную медаль чемпионата мира 2002 года. Участница Олимпийских игр 1996, 2000, 2004 и 2008 годов. В 1996 году на Олимпиаде в Атланте заняла 10-е место.
В 2000 году она стала олимпийской чемпионкой Сиднея в соревнованиях на траншейном стенде (трапе), установив два рекорда: в квалификации она набрала 71 очко, а в финале 93 очка (выбила 22 мишени из 25). Первый рекорд был побит олимпийской чемпионкой Лондона Джессикой Росси, а второй не был побит, поскольку правила соревнований на трапе были в 2005 году изменены. Дайна обошла в борьбе за победу француженку Дельфин Расине и тем самым принесла первую победу Литве на Олимпиаде в Сиднее. 24 января 2001 года указом Президента Литвы награждена Большим командорским крестом ордена Великого князя Литовского Гядиминаса. По слухам, правительство Литвы с большим трудом собрало средства, чтобы выплатить премиальные новоиспечённой олимпийской чемпионке, поскольку ожидания Олимпийского комитета Литвы на Олимпиаде были весьма скромными.
В 2002 году она занимала 2-е место в рейтинге лучших стрелков в трапе по версии ISSF (Международной федерации стрелкового спорта), худшей её позицией было 26-е место в рейтинге ISSF. В 2004 году Дайна среди 17 участников потерпела неудачу в Афинах, заняв 14-е место всего с 55 очками. Причиной своей неудачи она назвала сильный ветер, мешавший всем участникам: олимпийская чемпионка из Австралии Сюзанна Балог в финале набрала всего 88 очков при таких условиях. В 2008 году Дайна заняла 5-е место с 86 очками на Олимпиаде в Пекине. В 2009 году завершила карьеру спортсменки победой в финале Кубка мира по стрельбе в Сан-Марино.
После Игр в Сиднее Дайна Гудзиневичюте стала работать на телевидении: она вела документальную программу «Farai» о жизни и работе полицейских Литвы, а также сотрудничала с пограничной службой Литвы. 12 октября 2012 года Дайна Гудзиневичюте была избрана президентом Олимпийского комитета Литвы, победив на выборах двукратного олимпийского чемпиона по метанию диска Виргилиюса Алекну. Активно сотрудничает с Олимпийским комитетом Белоруссии. Президент стрелкового клуба «Дайна» (2009—2014).
Была замужем за полицейским Тадасом Гринюкасом.
Член исполкома ЕОК (с 2013). В 2018 году стала членом МОК.